# أليكساندرو دان
أليكساندرو دان (بالرومانية: Alexandru Dan)‏ (30 يناير 1994 بتيميشوارا في رومانيا - ) هو لاعب كرة قدم روماني في مركز الوسط. شارك مع منتخب رومانيا تحت 17 سنة لكرة القدم ومنتخب رومانيا تحت 19 سنة لكرة القدم ومنتخب رومانيا تحت 21 سنة لكرة القدم. أما مع النوادي، فقد لعب مع جامعة كلوج ورابيد بوخارست وسي إس باندوري تارغو جيو ونادي تارغو موريش وCS Mureșul Deva ‏.

## وصلات خارجية
- أليكساندرو دان على موقع قاعدة بيانات كرة القدم.إي يو (الإنجليزية)
- أليكساندرو دان على موقع Soccerway.com (الإنجليزية)